# Асунсьон (вулкан)
Асунсьон — вулкан, расположен на одноимённом вулканическом острове, который относится к группе Марианских островов, США.
Асунсьон — стратовулкан, высотой 965 метров. Конус вулкана вытягивается в сторону севера острова. Южный склон вулкана изрезан трещинами в результате произошедшего оползня. В южной и западной части вулкана лежит толстый слой золы, который сформировался в результате извержений вулкана.
Возле вулкана жили аборигены. Но в конце XVII века местное население покинуло остров в результате извержения 1690 года. Всего Асунсьон извергался около 4 раз. Первое официальное извержение, которое произошло, было зафиксировано в 1906 году. В то время вулкан выпускал лаву, которая стекала по западному и южному склонам вулкана. В 1924 году была зафиксирована незначительная активность вулкана.
В период с 11 по 27 мая 1992 года остров посещали 6 вулканологов из Геологической службы США. Ими был зафиксирован выход пара в нескольких местах из кратера вулкана.